# Callidium kuratai
Callidium kuratai là một loài bọ cánh cứng trong họ Cerambycidae.